# Lodewijk Filips van België
Lodewijk Filips Leopold Victor Ernst (Laken, 24 juli 1833 - Laken, 16 mei 1834), kortweg prins Lodewijk Filips, was de eerste zoon van koning Leopold I der Belgen en koningin Louise Marie. Hij was hierdoor de eerste troonopvolger van België en prins van Saksen-Coburg en Gotha.

## Leven

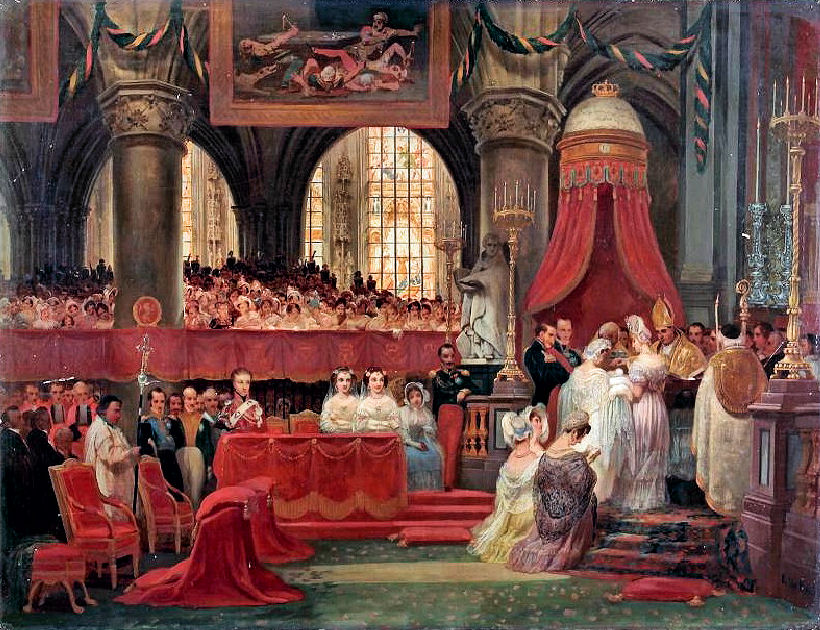
Doopsel van Prins Louis Philippe in 1833, door Philippe-Jacques van Bree

Lodewijk Filips Leopold Victor Ernst werd geboren in 1833 in het Kasteel van Laken. Hij was de eerstgeborene van koning Leopold I der Belgen en koningin Louise Marie. Hierdoor werd hij automatisch de eerste troonopvolger van het indertijd jonge koninkrijk België. De prins stond bekend als de kroonprins van België en de eerste prins van België, alhoewel er pas in 1891 een sluitend wettelijk kader kwam voor de titel 'prins van België'. De titel Hertog van Brabant, voor de oudste zoon van de monarch, werd pas in 1840 per koninklijk besluit ingesteld en voor het eerst verleend aan zijn jongere broer, de latere koning Leopold II.
Lodewijk Filips werd in de Sint-Goedelekerk te Brussel, gedoopt door kardinaal Engelbertus Sterckx, de toenmalige aartsbisschop van Mechelen, in aanwezigheid van zijn grootmoeder langs moederszijde, koningin Marie Amélie van Frankrijk, verschillende prinsen en prinsessen van Orléans en alle hoge gezagsdragers van België. Hij werd omschreven als een 'mooi kind met een stevig uiterlijk'.
De naam Lodewijk Filips verwees naar zijn grootvader langs moederszijde, koning Lodewijk Filips I van Frankrijk, de naam Leopold naar zijn vader, wat een veel voorkomende naam was in het huis Saksen-Coburg en Gotha, Victor naar zijn nicht koningin Victoria van het Verenigd Koninkrijk, waarmee zijn vader een hartelijke band had en de naam Ernst verwees naar zijn oom, hertog Ernst I van Saksen-Coburg en Gotha, die de schoonvader was van koningin Victoria. In het Frans waren zijn voornamen Louis-Philippe Léopold Victor Ernest. Door zijn moeder werd hij ook wel Babychou of Babochon genoemd. Een samentrekking van Baby en Chou, wat lieveling betekent.

## Overlijden
Al in 1834 overleed de amper negen maanden en twintig dagen oude prins. Hierdoor had België voor de tweede keer geen troonopvolger: tussen de eedaflegging van Leopold I op 21 juli 1831 en de geboorte van Lodewijk Filips op 24 juli 1833 was er ook geen troonopvolger geweest. Pas in 1835 werd in een nieuwe troonopvolger voorzien. Lodewijk Filips stierf aan een slijmvliesontsteking die veroorzaakt werd door een slechte leverfunctie. Hij had hiervoor drie behandelende artsen met elk een verschillende nationaliteit, maar die medische hulp mocht niet baten. De prins werd postuum opgevolgd als kroonprins door zijn broer Leopold, die in 1835 werd geboren.
Koning Leopold woonde de begrafenisplechtigheid van zijn zoon niet bij. De dood van Lodewijk Filips bracht de herinneringen aan de dood van zijn eerste vrouw, de Britse prinses Charlotte Augusta van Wales, die stierf gedurende haar bevalling van de doodgeboren zoon van Leopold, erg naar boven. Koningin Louise Marie schreef hierover dat 'de oude wonden opnieuw werden opengereten'. De kleine doodskist, met wit fluweel bekleed, werd bijgezet in de grafkelder van de Hertogen van Brabant in de Kathedraal van Sint-Michiel en Sint-Goedele, maar het stoffelijk overschot werd later bijgeplaatst bij de lichamen van zijn overleden ouders in de Koninklijke Crypte van Laken. Op zijn marmeren naamplaatje staan zijn titels in het Frans vermeld, dit werd gedaan in 1993 toen zijn stoffelijk overschot werd verplaatst naar de zijkapel.

## Kwartierstaat
| Ernst Frederik van Saksen-Coburg-Saalfeld (1724–1800) | Ernst Frederik van Saksen-Coburg-Saalfeld (1724–1800) | Ernst Frederik van Saksen-Coburg-Saalfeld (1724–1800) | Ernst Frederik van Saksen-Coburg-Saalfeld (1724–1800) | Ernst Frederik van Saksen-Coburg-Saalfeld (1724–1800) | Ernst Frederik van Saksen-Coburg-Saalfeld (1724–1800) | Sofie Antoinette van Brunswijk-Wolfenbüttel (1724-1802) | Sofie Antoinette van Brunswijk-Wolfenbüttel (1724-1802) | Sofie Antoinette van Brunswijk-Wolfenbüttel (1724-1802) | Sofie Antoinette van Brunswijk-Wolfenbüttel (1724-1802) | Sofie Antoinette van Brunswijk-Wolfenbüttel (1724-1802) | Sofie Antoinette van Brunswijk-Wolfenbüttel (1724-1802) |                                        |                                        | Hendrik XXIV van Reuss-Ebersdorf (1724-1779) | Hendrik XXIV van Reuss-Ebersdorf (1724-1779) | Hendrik XXIV van Reuss-Ebersdorf (1724-1779)          | Hendrik XXIV van Reuss-Ebersdorf (1724-1779)          | Hendrik XXIV van Reuss-Ebersdorf (1724-1779)          | Hendrik XXIV van Reuss-Ebersdorf (1724-1779)          | Caroline Ernestine van Erbach-Schönberg (1727-1796)   | Caroline Ernestine van Erbach-Schönberg (1727-1796)   | Caroline Ernestine van Erbach-Schönberg (1727-1796) | Caroline Ernestine van Erbach-Schönberg (1727-1796) | Caroline Ernestine van Erbach-Schönberg (1727-1796) | Caroline Ernestine van Erbach-Schönberg (1727-1796) |  |  | Lodewijk Filips II van Orléans (1747-1793) | Lodewijk Filips II van Orléans (1747-1793) | Lodewijk Filips II van Orléans (1747-1793) | Lodewijk Filips II van Orléans (1747-1793) | Lodewijk Filips II van Orléans (1747-1793)  | Lodewijk Filips II van Orléans (1747-1793)  | Louise Marie Adélaïde van Bourbon (1753−1821) | Louise Marie Adélaïde van Bourbon (1753−1821) | Louise Marie Adélaïde van Bourbon (1753−1821) | Louise Marie Adélaïde van Bourbon (1753−1821) | Louise Marie Adélaïde van Bourbon (1753−1821) | Louise Marie Adélaïde van Bourbon (1753−1821) |                                      |                                      | Frans I der Beide Siciliën (1777-1830) | Frans I der Beide Siciliën (1777-1830) | Frans I der Beide Siciliën (1777-1830)       | Frans I der Beide Siciliën (1777-1830)       | Frans I der Beide Siciliën (1777-1830)       | Frans I der Beide Siciliën (1777-1830)       | Maria Isabella van Bourbon (1789-1848)       | Maria Isabella van Bourbon (1789-1848)       | Maria Isabella van Bourbon (1789-1848) | Maria Isabella van Bourbon (1789-1848) | Maria Isabella van Bourbon (1789-1848) | Maria Isabella van Bourbon (1789-1848) |  |  |  |  |  |  |  |  |  |  |  |  |  |  |  |  |  |  |  |  |  |  |  |  |  |  |  |  |  |  |  |  |  |  |  |  |  |  |  |  |  |  |  |  |  |  |  |  |
| Ernst Frederik van Saksen-Coburg-Saalfeld (1724–1800) | Ernst Frederik van Saksen-Coburg-Saalfeld (1724–1800) | Ernst Frederik van Saksen-Coburg-Saalfeld (1724–1800) | Ernst Frederik van Saksen-Coburg-Saalfeld (1724–1800) | Ernst Frederik van Saksen-Coburg-Saalfeld (1724–1800) | Ernst Frederik van Saksen-Coburg-Saalfeld (1724–1800) | Sofie Antoinette van Brunswijk-Wolfenbüttel (1724-1802) | Sofie Antoinette van Brunswijk-Wolfenbüttel (1724-1802) | Sofie Antoinette van Brunswijk-Wolfenbüttel (1724-1802) | Sofie Antoinette van Brunswijk-Wolfenbüttel (1724-1802) | Sofie Antoinette van Brunswijk-Wolfenbüttel (1724-1802) | Sofie Antoinette van Brunswijk-Wolfenbüttel (1724-1802) |                                        |                                        | Hendrik XXIV van Reuss-Ebersdorf (1724-1779) | Hendrik XXIV van Reuss-Ebersdorf (1724-1779) | Hendrik XXIV van Reuss-Ebersdorf (1724-1779)          | Hendrik XXIV van Reuss-Ebersdorf (1724-1779)          | Hendrik XXIV van Reuss-Ebersdorf (1724-1779)          | Hendrik XXIV van Reuss-Ebersdorf (1724-1779)          | Caroline Ernestine van Erbach-Schönberg (1727-1796)   | Caroline Ernestine van Erbach-Schönberg (1727-1796)   | Caroline Ernestine van Erbach-Schönberg (1727-1796) | Caroline Ernestine van Erbach-Schönberg (1727-1796) | Caroline Ernestine van Erbach-Schönberg (1727-1796) | Caroline Ernestine van Erbach-Schönberg (1727-1796) |  |  | Lodewijk Filips II van Orléans (1747-1793) | Lodewijk Filips II van Orléans (1747-1793) | Lodewijk Filips II van Orléans (1747-1793) | Lodewijk Filips II van Orléans (1747-1793) | Lodewijk Filips II van Orléans (1747-1793)  | Lodewijk Filips II van Orléans (1747-1793)  | Louise Marie Adélaïde van Bourbon (1753−1821) | Louise Marie Adélaïde van Bourbon (1753−1821) | Louise Marie Adélaïde van Bourbon (1753−1821) | Louise Marie Adélaïde van Bourbon (1753−1821) | Louise Marie Adélaïde van Bourbon (1753−1821) | Louise Marie Adélaïde van Bourbon (1753−1821) |                                      |                                      | Frans I der Beide Siciliën (1777-1830) | Frans I der Beide Siciliën (1777-1830) | Frans I der Beide Siciliën (1777-1830)       | Frans I der Beide Siciliën (1777-1830)       | Frans I der Beide Siciliën (1777-1830)       | Frans I der Beide Siciliën (1777-1830)       | Maria Isabella van Bourbon (1789-1848)       | Maria Isabella van Bourbon (1789-1848)       | Maria Isabella van Bourbon (1789-1848) | Maria Isabella van Bourbon (1789-1848) | Maria Isabella van Bourbon (1789-1848) | Maria Isabella van Bourbon (1789-1848) |  |  |  |  |  |  |  |  |  |  |  |  |  |  |  |  |  |  |  |  |  |  |  |  |  |  |  |  |  |  |  |  |  |  |  |  |  |  |  |  |  |  |  |  |  |  |  |  |
|                                                       |                                                       |                                                       |                                                       |                                                       |                                                       |                                                         |                                                         |                                                         |                                                         |                                                         |                                                         |                                        |                                        |                                              |                                              |                                                       |                                                       |                                                       |                                                       |                                                       |                                                       |                                                     |                                                     |                                                     |                                                     |  |  |                                            |                                            |                                            |                                            |                                             |                                             |                                               |                                               |                                               |                                               |                                               |                                               |                                      |                                      |                                        |                                        |                                              |                                              |                                              |                                              |                                              |                                              |                                        |                                        |                                        |                                        |  |  |  |  |  |  |  |  |  |  |  |  |  |  |  |  |  |  |  |  |  |  |  |  |  |  |  |  |  |  |  |  |  |  |  |  |  |  |  |  |  |  |  |  |  |  |  |  |
|                                                       |                                                       |                                                       |                                                       | Frans van Saksen-Coburg-Saalfeld (1750-1806)          | Frans van Saksen-Coburg-Saalfeld (1750-1806)          | Frans van Saksen-Coburg-Saalfeld (1750-1806)            | Frans van Saksen-Coburg-Saalfeld (1750-1806)            | Frans van Saksen-Coburg-Saalfeld (1750-1806)            | Frans van Saksen-Coburg-Saalfeld (1750-1806)            |                                                         |                                                         |                                        |                                        |                                              |                                              | Augusta van Reuss-Ebersdorf en Lobenstein (1757-1831) | Augusta van Reuss-Ebersdorf en Lobenstein (1757-1831) | Augusta van Reuss-Ebersdorf en Lobenstein (1757-1831) | Augusta van Reuss-Ebersdorf en Lobenstein (1757-1831) | Augusta van Reuss-Ebersdorf en Lobenstein (1757-1831) | Augusta van Reuss-Ebersdorf en Lobenstein (1757-1831) |                                                     |                                                     |                                                     |                                                     |  |  |                                            |                                            |                                            |                                            | Lodewijk Filips I van Frankrijk (1773-1850) | Lodewijk Filips I van Frankrijk (1773-1850) | Lodewijk Filips I van Frankrijk (1773-1850)   | Lodewijk Filips I van Frankrijk (1773-1850)   | Lodewijk Filips I van Frankrijk (1773-1850)   | Lodewijk Filips I van Frankrijk (1773-1850)   |                                               |                                               |                                      |                                      |                                        |                                        | Marie Amélie van Bourbon-Sicilië (1782-1866) | Marie Amélie van Bourbon-Sicilië (1782-1866) | Marie Amélie van Bourbon-Sicilië (1782-1866) | Marie Amélie van Bourbon-Sicilië (1782-1866) | Marie Amélie van Bourbon-Sicilië (1782-1866) | Marie Amélie van Bourbon-Sicilië (1782-1866) |                                        |                                        |                                        |                                        |  |  |  |  |  |  |  |  |  |  |  |  |  |  |  |  |  |  |  |  |  |  |  |  |  |  |  |  |  |  |  |  |  |  |  |  |  |  |  |  |  |  |  |  |  |  |  |  |
|                                                       |                                                       |                                                       |                                                       | Frans van Saksen-Coburg-Saalfeld (1750-1806)          | Frans van Saksen-Coburg-Saalfeld (1750-1806)          | Frans van Saksen-Coburg-Saalfeld (1750-1806)            | Frans van Saksen-Coburg-Saalfeld (1750-1806)            | Frans van Saksen-Coburg-Saalfeld (1750-1806)            | Frans van Saksen-Coburg-Saalfeld (1750-1806)            |                                                         |                                                         |                                        |                                        |                                              |                                              | Augusta van Reuss-Ebersdorf en Lobenstein (1757-1831) | Augusta van Reuss-Ebersdorf en Lobenstein (1757-1831) | Augusta van Reuss-Ebersdorf en Lobenstein (1757-1831) | Augusta van Reuss-Ebersdorf en Lobenstein (1757-1831) | Augusta van Reuss-Ebersdorf en Lobenstein (1757-1831) | Augusta van Reuss-Ebersdorf en Lobenstein (1757-1831) |                                                     |                                                     |                                                     |                                                     |  |  |                                            |                                            |                                            |                                            | Lodewijk Filips I van Frankrijk (1773-1850) | Lodewijk Filips I van Frankrijk (1773-1850) | Lodewijk Filips I van Frankrijk (1773-1850)   | Lodewijk Filips I van Frankrijk (1773-1850)   | Lodewijk Filips I van Frankrijk (1773-1850)   | Lodewijk Filips I van Frankrijk (1773-1850)   |                                               |                                               |                                      |                                      |                                        |                                        | Marie Amélie van Bourbon-Sicilië (1782-1866) | Marie Amélie van Bourbon-Sicilië (1782-1866) | Marie Amélie van Bourbon-Sicilië (1782-1866) | Marie Amélie van Bourbon-Sicilië (1782-1866) | Marie Amélie van Bourbon-Sicilië (1782-1866) | Marie Amélie van Bourbon-Sicilië (1782-1866) |                                        |                                        |                                        |                                        |  |  |  |  |  |  |  |  |  |  |  |  |  |  |  |  |  |  |  |  |  |  |  |  |  |  |  |  |  |  |  |  |  |  |  |  |  |  |  |  |  |  |  |  |  |  |  |  |
|                                                       |                                                       |                                                       |                                                       |                                                       |                                                       |                                                         |                                                         |                                                         |                                                         | Leopold I van België (1790-1865)                        | Leopold I van België (1790-1865)                        | Leopold I van België (1790-1865)       | Leopold I van België (1790-1865)       | Leopold I van België (1790-1865)             | Leopold I van België (1790-1865)             |                                                       |                                                       |                                                       |                                                       |                                                       |                                                       |                                                     |                                                     |                                                     |                                                     |  |  |                                            |                                            |                                            |                                            |                                             |                                             |                                               |                                               |                                               |                                               | Louise Marie van Orléans (1812-1850)          | Louise Marie van Orléans (1812-1850)          | Louise Marie van Orléans (1812-1850) | Louise Marie van Orléans (1812-1850) | Louise Marie van Orléans (1812-1850)   | Louise Marie van Orléans (1812-1850)   |                                              |                                              |                                              |                                              |                                              |                                              |                                        |                                        |                                        |                                        |  |  |  |  |  |  |  |  |  |  |  |  |  |  |  |  |  |  |  |  |  |  |  |  |  |  |  |  |  |  |  |  |  |  |  |  |  |  |  |  |  |  |  |  |  |  |  |  |
|                                                       |                                                       |                                                       |                                                       |                                                       |                                                       |                                                         |                                                         |                                                         |                                                         | Leopold I van België (1790-1865)                        | Leopold I van België (1790-1865)                        | Leopold I van België (1790-1865)       | Leopold I van België (1790-1865)       | Leopold I van België (1790-1865)             | Leopold I van België (1790-1865)             |                                                       |                                                       |                                                       |                                                       |                                                       |                                                       |                                                     |                                                     |                                                     |                                                     |  |  |                                            |                                            |                                            |                                            |                                             |                                             |                                               |                                               |                                               |                                               | Louise Marie van Orléans (1812-1850)          | Louise Marie van Orléans (1812-1850)          | Louise Marie van Orléans (1812-1850) | Louise Marie van Orléans (1812-1850) | Louise Marie van Orléans (1812-1850)   | Louise Marie van Orléans (1812-1850)   |                                              |                                              |                                              |                                              |                                              |                                              |                                        |                                        |                                        |                                        |  |  |  |  |  |  |  |  |  |  |  |  |  |  |  |  |  |  |  |  |  |  |  |  |  |  |  |  |  |  |  |  |  |  |  |  |  |  |  |  |  |  |  |  |  |  |  |  |
|                                                       |                                                       |                                                       |                                                       |                                                       |                                                       |                                                         |                                                         |                                                         |                                                         |                                                         |                                                         |                                        |                                        |                                              |                                              |                                                       |                                                       |                                                       |                                                       |                                                       |                                                       |                                                     |                                                     |                                                     |                                                     |  |  |                                            |                                            |                                            |                                            |                                             |                                             |                                               |                                               |                                               |                                               |                                               |                                               |                                      |                                      |                                        |                                        |                                              |                                              |                                              |                                              |                                              |                                              |                                        |                                        |                                        |                                        |  |  |  |  |  |  |  |  |  |  |  |  |  |  |  |  |  |  |  |  |  |  |  |  |  |  |  |  |  |  |  |  |  |  |  |  |  |  |  |  |  |  |  |  |  |  |  |  |
|                                                       |                                                       |                                                       |                                                       |                                                       |                                                       |                                                         |                                                         |                                                         |                                                         |                                                         |                                                         |                                        |                                        |                                              |                                              |                                                       |                                                       |                                                       |                                                       |                                                       |                                                       |                                                     |                                                     |                                                     |                                                     |  |  |                                            |                                            |                                            |                                            |                                             |                                             |                                               |                                               |                                               |                                               |                                               |                                               |                                      |                                      |                                        |                                        |                                              |                                              |                                              |                                              |                                              |                                              |                                        |                                        |                                        |                                        |  |  |  |  |  |  |  |  |  |  |  |  |  |  |  |  |  |  |  |  |  |  |  |  |  |  |  |  |  |  |  |  |  |  |  |  |  |  |  |  |  |  |  |  |  |  |  |  |
|                                                       |                                                       |                                                       |                                                       |                                                       |                                                       |                                                         |                                                         |                                                         |                                                         |                                                         |                                                         | Lodewijk Filips van België (1833-1834) | Lodewijk Filips van België (1833-1834) | Lodewijk Filips van België (1833-1834)       | Lodewijk Filips van België (1833-1834)       | Lodewijk Filips van België (1833-1834)                | Lodewijk Filips van België (1833-1834)                |                                                       |                                                       | Leopold II van België (1835-1909)                     | Leopold II van België (1835-1909)                     | Leopold II van België (1835-1909)                   | Leopold II van België (1835-1909)                   | Leopold II van België (1835-1909)                   | Leopold II van België (1835-1909)                   |  |  | Filips van België (1837-1905)              | Filips van België (1837-1905)              | Filips van België (1837-1905)              | Filips van België (1837-1905)              | Filips van België (1837-1905)               | Filips van België (1837-1905)               |                                               |                                               | Charlotte van België (1840–1927)              | Charlotte van België (1840–1927)              | Charlotte van België (1840–1927)              | Charlotte van België (1840–1927)              | Charlotte van België (1840–1927)     | Charlotte van België (1840–1927)     |                                        |                                        |                                              |                                              |                                              |                                              |                                              |                                              |                                        |                                        |                                        |                                        |  |  |  |  |  |  |  |  |  |  |  |  |  |  |  |  |  |  |  |  |  |  |  |  |  |  |  |  |  |  |  |  |  |  |  |  |  |  |  |  |  |  |  |  |  |  |  |  |